# 勒梅 (厄尔-卢瓦省)
勒梅（法語：Le Mée，法語發音：[lə me]）是法国厄尔-卢瓦省的一个旧市镇，位于该省南部，属于沙托丹区。2017年1月1日，勒梅和相邻的另外8个市镇合并为新市镇克卢瓦三河镇（Cloyes-les-Trois-Rivières）。

## 地理
勒梅（47°59'8"N, 1°24'57"E）面积19.11 平方千米，位于法国中央-卢瓦尔河谷大区厄尔-卢瓦省，该省份为法国北部内陆省份，北起顺时针与厄尔省、伊夫林省、埃松省、卢瓦雷省、卢瓦-谢尔省、萨尔特省和奧恩省接壤。
与勒梅接壤的市镇（或旧市镇、城区）包括：蒂维尔、芒布罗勒、韦尔德。
勒梅的时区为UTC+01:00、UTC+02:00（夏令时）。

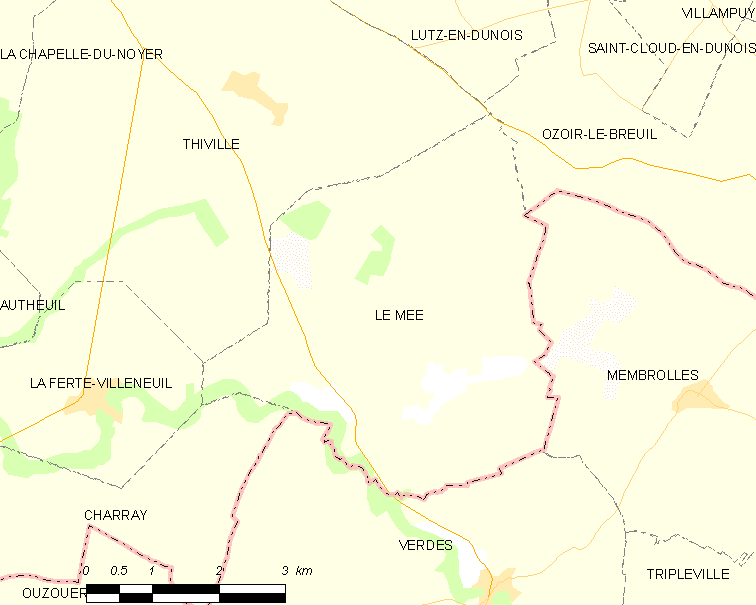
勒梅的OSM定位图

## 行政
勒梅的邮政编码为28220，INSEE市镇编码为28241。

## 政治
勒梅所属的省级选区为布鲁县。

## 人口

1962-2008年间勒梅人口变化图示

勒梅于2018年1月1日时的人口数量为264人。